# 참고래
참고래(학명: Balaenoptera physalus 발라에노프테라 피살루스[*]) 또는 긴수염고래는 수염고래소목에 속하는 고래이다. 대왕고래 다음으로 큰 해양 포유류이다. 가장 큰 것으로 알려진 길이는 27.3 m (89.6 ft). 공식적 최대 길이는 25.9 m (85 ft)이며, 최대 기록 중량은 74 tonne (73 롱톤; 82 쇼트톤)이다. 최대 체중 추정치는 114 tonne (112 롱톤; 126 쇼트톤)이다.
몸은 전체적으로 길고 날씬하며, 밤색을 띠고 배 쪽은 색이 옅다. 적어도 두 가지 분명한 아종이 북대서양과 남극에 있다. 전 세계의 대양, 극지방, 열대 지방에 걸쳐 분포하지만 극지방의 빙산 지역에서는 보이지 않는다. 개체 밀도는 온대 지방에서 가장 높다. 무리 지어 다니는 작은 물고기 및 오징어, 크릴새우 같은 갑각류를 먹는다.
다른 대형 고래처럼 참고래 또한 대규모 포경업의 대상에 포함되었다. 하지만 20세기에 들어서면서 보호 대상으로 지정되어 IWC에서 포경 제한을 촉구했다. 아이슬란드와 일본에서 임의로 이들을 다시 포획하고 있어 개체 수가 줄고 있는 상황이었다가 2008년에 포획량이 50마리로 규정되었다. 고래잡이뿐만 아니라 선박과의 충돌, 소음 공해가 이들의 생존에 영향을 끼치는 요소이다.

## 분류

참고래와 다른 동물과의 관계를 나타내는 그림

참고래는 분류학자들에게 오랫동안 알려져 왔다. 1675년 프레드릭 마텐즈가 처음 묘사했고, 그 뒤인 1725년에 폴 더들리가 다시 설명한 바가 있다. 그들의 묘사는 린네가 묘사한 것에 기초를 했다.
참고래는 수염고래과에 속하는데, 이 과에는 혹등고래, 대왕고래, 쇠정어리고래, 보리고래 같은 대형 고래가 포함되어 있다. 수염고래과는 수염고래소목에서 분화하여 중신세에 갈라진 것으로 여겨진다. 하지만 정확히 언제 갈라졌는지는 알 수가 없다. 대왕고래와의 잡종이 북대서양에서 드물게 일어나는 것으로도 알려져 있으며, 북태평양에서도 잡종이 발견되었다. 2014년 한국에서 최초로 밍크고래의 표준게놈을 해독하고, 그것과 같이 고래의 게놈이 해독이 되었는데, 그때, 참고래의 게놈 다양성이 타 고래보다 월등히 높게 나타났다. 저자들은 이것을 대왕고래와 교잡을 하기 때문에 생긴 것으로 보고 했다. 이것은 참고래가 오랫동안 자주 교잡해왔다는 것을 의미한다.
2006년에는 외형과 노래가 구분되는 아종이 발견되었다. 북방참고래(B. p. physalus (Linnaeus 1758))가 북대서양에서 남극참고래(B. p. quoyi (Fischer 1829))가 남극 지방에서 발견되었다. 많은 전문가들은 북태평양에 분포하는 참고래를 이름 붙여지지 않은 세 번째 아종으로 여기고 있다. 전 세계적으로 이들 세 그룹이 섞이는 경우는 거의 없는 것으로 보인다.

## 외관과 행동 방식
참고래는 전체적으로 몸통이 길고 날씬하므로 쉽게 구별할 수 있다. 암컷과 수컷의 평균 몸길이는 각각 19에서 20미터 정도이다. 북반구에 분포하는 아종은 24미터까지 자랄 수 있으며, 남극 지방의 아종은 최대 26.8미터나 된다. 성체의 몸무게를 직접 계량한 적은 없지만, 추측치로 몸길이 25미터의 개체는 70톤이 나갈 수 있다는 결과가 있다. 완전히 성숙하는 데에는 상당한 기간이 필요한데 25년에서 30년이 걸린다. 최대 94년까지 산 것이 확인된 적이 있다. 갓 태어난 참고래의 몸길이는 6.5미터 정도이며, 몸무게는 1,800킬로그램 정도이다. 이들의 어마어마한 크기는 그들을 다른 고래들과 구분하기에 충분하며, 때때로 대왕고래나 보리고래 같은 다른 대형 고래와 혼동될 뿐이다.
참고래의 등 부분은 밤회색이며, 배 쪽은 하얗다. 튀어나온 두 쌍의 숨구멍이 있으며, 납작하고 넓은 주둥이를 가지고 있다. 두 개의 밝은 색 문양이 숨구멍 뒤에서 시작해 몸의 측면으로 따라가 꼬리로 이어진다. 오른쪽 턱에 하얀색 무늬가 있으며, 왼쪽은 회색 또는 검은색이다. 이러한 비대칭성은 쇠정어리고래에게도 종종 발견되지만, 참고래들에게는 비대칭성이 진부하며, 다른 고래에게는 이러한 특성을 찾아볼 수 없으므로 다른 고래들과 구분하는 한 가지 척도가 되고 있다. 비대칭성은 그들이 돌 때 오른쪽으로 돌아 그렇게 됐다는 가설이 있지만, 실제로는 왼쪽으로도 돌기도 한다. 아직까지 이러한 비대칭성을 자세히 설명할 만한 가설은 없다.
참고래는 턱에서 몸 밑의 중앙부까지 이어지는 56에서 100개의 주름을 지니고 있는데, 먹이를 잡을 때 목을 팽창시키기 쉽게 하기 위한 것이다. 이들의 등지느러미의 길이는 60센티미터 정도이다. 가슴지느러미는 아주 작으며, 꼬리는 넓고 V자 모양이며 끝은 뾰족한 편이다.
이들이 수면에 떠오를 때 분출 후 곧 등지느러미가 보인다. 분출은 수직이며 가늘고 최대 높이는 6미터 정도이다. 수면 위로 떠오를 때 여러 번 분출을 하며, 1분 30초 동안 머문다. 꼬리는 언제나 물속에 잠겨 있다. 그들의 잠수 깊이는 최대 250미터이며, 잠수 시간은 10 ~ 15분이다. 때때로 다른 고래들처럼 점프를 함으로써 몸 전체를 들어 올리고는 한다.

### 생애
짝짓기는 겨울에 저위도, 온대 지방에서 일어나며, 임신 기간은 11개월에서 1년 정도이다. 새끼는 출생한 지 6개월에서 7개월 후에 젖을 떼며, 이때의 몸길이는 11~12 미터가 된다. 그 뒤에도 새끼는 먹이를 찾아 어미를 따라다닌다. 암컷은 2~3년에 한 번씩 번식하며, 보통 한 마리씩 낳지만, 6마리까지 낳는 경우도 있다. 암컷은 3~12년이면 성적으로 성숙한다.

### 먹이

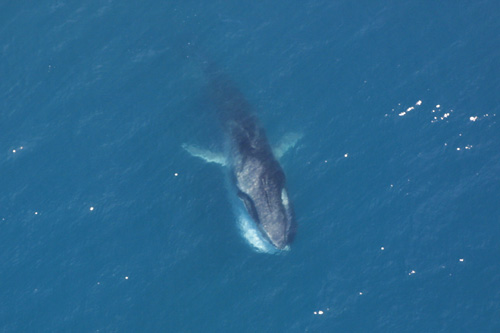
위에서 내려다본 참고래

참고래는 수염을 이용해 먹이를 걸러 먹으며, 그들의 먹이가 되는 동물은 작은 물고기, 오징어, 크릴, 갑각류 등이다. 먹을 때는 비교적 빠르게 헤엄치면서(시속 11킬로미터) 동시에 턱을 크게 벌리며, 이에 따라 약 70 세제곱미터의 바닷물을 머금는다. 바닷물을 머금은 후에는 이를 수염을 통해서 뱉어내며, 그 후 입 속에는 먹이가 남는다. 성체는 입의 양쪽에 262에서 473개의 수염판이 있다. 각 판은 케라틴으로 이루어져 있으며, 여기에서 부드러운 털 같은 수염이 생성된다. 각 판의 길이는 76센티미터이며, 너비는 30센티미터 정도이다. 이들은 종종 200미터 이상까지 잠수하는데, 여기서 주로 크릴 떼를 섭취한다. 한번 머금을 때마다 10킬로그램 정도의 크릴을 얻을 수 있다. 한 개체는 최대 1,800킬로그램의 먹이를 먹을 수 있으며, 그에 따라 과학자들은 이들이 인간과 비슷하게 하루 3시간을 하루에 필요한 만큼의 음식을 섭취하는 데에 사용한다고 결론지었다. 먹이의 밀도가 높지 않거나 너무 깊은 수심에 있으면 더 적절한 먹이를 찾으러 돌아다닌다. 돌고래처럼 고래 또한 빠른 속도로 물고기 떼를 한 곳으로 몰아 섭취하는 것이 목격되었다.

### 행동
참고래는 가장 빠른 고래류 중의 하나이며, 시속 최대 37킬로미터까지 속력을 낼 수 있다. 이에 따라 “바다의 그레이하운드”라고 불리기도 한다.
다른 수염고래과에 속하는 종보다 더 군집하는 경향이 있으며, 보통 6~10마리가 한 그룹을 이루지만, 먹이가 많은 지역에서는 100마리 가량이 한꺼번에 목격된 적도 있다.

### 참고래 게놈
2014년 세계 최초로 한국의 과학자들에게 의해 참고래의 게놈이 해독이 되어서 공개되었다.

### 노래
많은 고래류처럼, 수컷이 길면서 크고 진동수가 낮은 소리를 내는 것이 목격되었다. 대왕고래와 참고래의 노래는 다른 동물의 것보다도 훨씬 낮은 편에 속한다. 대부분의 소리는 인간의 가청 수준 이하부터 그보다 조금 높은 수준이며, 주파수는 16에서 40헤르츠 정도이다. 각 소리는 1에서 2초 정도 지속되며, 의사 표현을 위한 소리의 독특한 조합은 7에서 15분 동안 지속된다. 이들은 며칠 동안 지속된다. 조합의 음향의 크기는 주변 1미터 반경을 기준으로 184~186데시벨이며, 수백 킬로미터 떨어진 곳에서도 감지될 수 있다.
미국의 생물학자들이 참고래의 노래를 처음 녹음했을 때는 그 소리가, 고래가 내는 소리라는 사실을 몰랐다. 처음에는 장비의 오작동, 지질 활동, 심지어는 소련의 잠수함 탐지술 때문에 발생한다고 여겨졌다. 하지만 결국에 생물학자들은 그것들이 참고래의 노래라는 사실을 밝혀냈다.
번식기에 주로 발생하는 것과 수컷만이 노래를 부른다는 사실 때문에 노래가 구애의 수단이라는 추측이 있다. 최근 100년 동안 선박 통행의 증가와 해군의 증강이 소음 공해를 일으켜 수컷이 암컷에게 전하는 구애 신호를 방해하여 고래의 개체 수 회복 속도가 느려졌을 수 있다는 추론도 있다.

## 서식처와 이동 경로

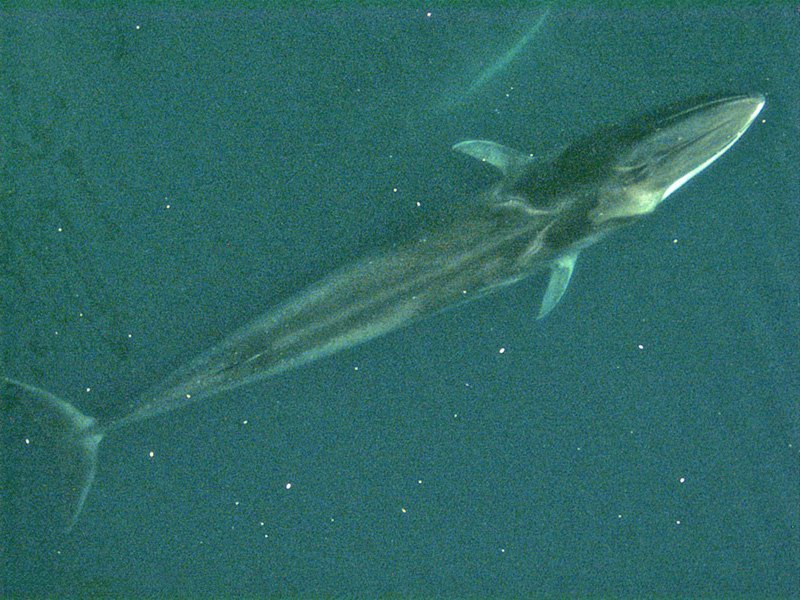
참고래의 몸길이는 26.8미터까지 이를 수가 있다.

다른 수염고래과의 종들처럼 참고래는 전 세계에 널리 분포하고 있다. 이들은 모든 대양에서 발견되며, 분포 지역은 극지방에서 열대 지방까지로 넓은 편이다. 얼음판이 덮고 있는 극 지역에서는 보이지 않으며, 홍해를 비롯하여 아라비아해, 지중해 동쪽 및 발트해에도 분포하지 않는다. 가장 개체 밀도가 높은 곳은 온대 지방과 한대 지방의 바다이다. 열대 지역에서는 많이 분포하지 않는다. 얕은 곳보다는 대륙붕보다 깊은 곳을 선호한다.
북대서양참고래의 분포 범위는 넓은 편으로 멕시코만에서 지중해, 북쪽으로는 북극해 근처까지 퍼져 있다. 참고래는 보통 위도 30도 이상의 지역에서 더 많이 분포하지만, 이남 지역에서는 다른 고래와 곧잘 혼동되고는 한다. 선박으로 이루어진 대대적인 조사 결과 북대서양의 아종은 여름에 먹이를 위해 주로 북도 41도 20분에서 51도 사이의 바다를 방문하는 것으로 알려졌다.
북태평양에 분포하는 아종은 여름에 캘리포니아에서 일본까지 펴져 있으며, 북으로는 북극해까지 간다. 그들의 밀도가 가장 높은 곳은 5월에서 10월까지 알래스카만과 남동 베링해이며, 베링 해를 통해 들어가거나 나가기도 한다. 11월과 1월 사이에 캘리포니아 남부에서 추적 장치를 단 개체는 캘리포니아 중부, 오리건, 브리티시컬럼비아, 알래스카만에서 죽음을 당했다. 하와이에서도 먹이를 위해 5월 중순에 드나드는 것이 목격되었으며, 겨울에도 여러 번 발견되었다. 어떤 연구자들은 이 지역에 그들이 주로 가을과 겨울 사이에 이동해 온다고 주장한다.
참고래가 이주성이라는 것은 확실하지만, 고위도 지방에서 사라지고 들어오는 등 전반적인 이동 경향은 잘 알려진 바가 없다. 조사에 따르면 북대서양에 분포하는 아종은 이들의 남쪽으로의 회유 경로가 가을에 뉴펀들랜드 지역에서 남으로 버뮤다와 서인도제도에 있다고 한다. 고위도 지방에서 연중 내내 머물러 있는 개체도 있다. 태평양의 아종의 이동 패턴은 이해하기가 어렵다. 캘리포니아만에서 항시 머물러 있지만, 겨울과 봄에는 가파른 개체 증가가 있다. 남극 지방의 아종은 여름에 고위도 지방에 거주하다가 겨울이 되어서 저위도 지방으로 이주하며, 그곳에서 번식을 한다. 그들이 겨울을 어디서 보내는지는 알려진 바가 없는데, 그들이 주로 원양에 거주함으로써 생기는 연구의 어려움 때문이다.
한편 우리나라에서도 생물연구가들에 의해 참고래가 오호츠크해 - 동해 - 태평양을 경유하는 이동 경로가 있었지만 과거 무분별한 관련 국가들의 고래 포획으로 동선이 사라진것으로 보고하고있으며 이러한 사실들은 얼마 안 되는 생존 개체수들마저 인간들의 무분별하고 끊임없은 고래 포획으로 인한 안전한 경로의 변경과  서식지 이동으로 이어졌음을 시사하며  참고래나 대왕고래 등에 대한 연구를 지속하기에 어려운 복잡한 의도의 방지 노력도 보여준다. 대부분의 학자들은 남반구에만 20~30만마리가 서식했었으나 현재는 몇백마리밖에 남지 않은 것으로 보고하고있어 그 끔찍한 고래 포획 역사의 실태를 간접적으로 전달하고 있다.

## 개체 수와 현재 상황

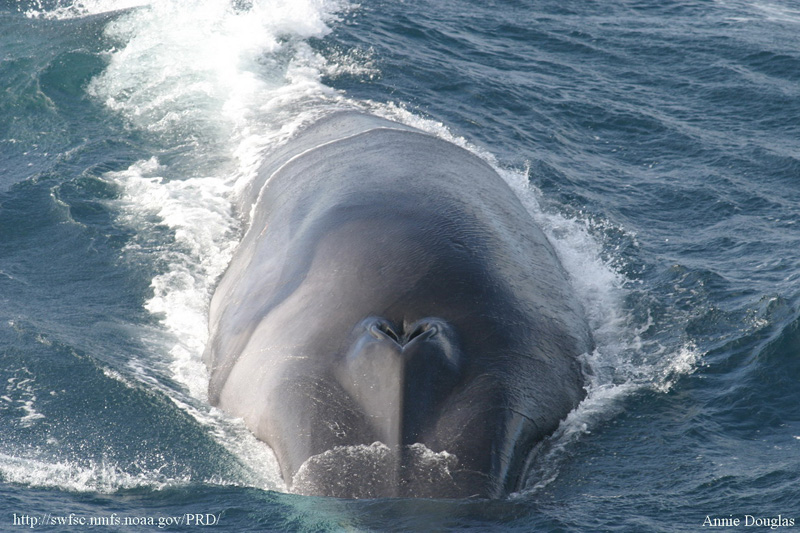
접근하는 참고래

그들의 회유 패턴을 이해하기 힘들고 개체 수를 제대로 조사하지 않아 과거와 현재의 개체 수를 정확하게 측정하기 어렵다. 오랫동안 지속된 포경업은 포경업 개시 전 개체 수 짐작을 어렵게 했다. 하지만 개체 수 측정은 그들의 개체 수 회복률을 측정하는 데 중요한 척도가 된다.

### 북대서양
국제 포경 위원회는 북대서양에는 분포하는 아종을 다음과 같은 7가지 그룹으로 나누었다.
- 노바스코샤
- 뉴펀들랜드
- 서그린란드

- 동그린란드에서 아이슬란드
- 북부 노르웨이
- 영국령 제도-스페인-포르투갈

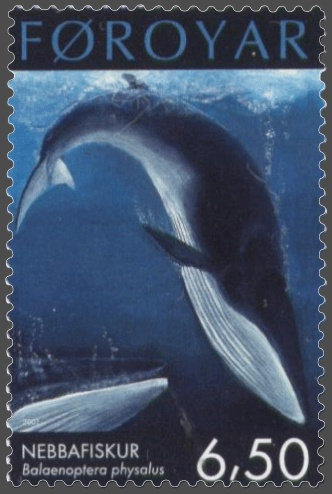
페로산 우표에 그려져 있는 고래(2001년 9월 17일에 발행)

이동 경로를 조사한 결과 어떤 개체는 그룹의 경계를 넘어 이동하는 것이 발견되었으며, 그에 따라 그룹들이 완전히 나뉘어 있지 않음이 확인되었다. 시구르욘손(J. Sigurjónsson)은 1995년에 상업 포경 개시 이전의 북대서양 아종의 개체 수를 5만 마리에서 10만 마리로 추산했지만, 그의 연구는 뒷받침하는 자료와 설명 부족 때문에 비판 받고 있다. 한편 1977년에 서전트(D.E. Sergeant)는 3만 마리에서 5만 마리로 추정했다. 그중에서 약 8,000에서 9,000 마리는 뉴펀들랜드와 노바스코샤에 살았으리라 여겨지며, 여름에 이남으로 회유하는 개체 수는 포함되지 않았다. 브레이윅(J.M. Breiwick)은 1964년 노바스코샤에서 포경 가능한 개체의 수를 1,500에서 1,600마리로 추정했으며, 1973년에는 325마리로 극감했다고 했다. 1970년대부터 캐나다 상공에서 이루어진 2번의 항공 조사에 따르면 동부뉴펀들랜드에는 79마리에서 926마리, 세인트로렌스만에는 수백 마리가 있는 것으로 추정했다. 여름에 서부 그린란드에 분포하는 참고래의 개체 수는 500에서 2,000마리로 추산되며, 1974년에 욘가드(Jonsgard)는 노르웨이 서부와 페로 제도에서는 참고래의 개체 수가 “전쟁 후 아마도 남획으로 상당히 고갈되었다.”라고 하였다. 아이슬란드 부근에서는 상황이 비교적 나은 편으로, 1981년에 1960년대보다 약간의 감소가 있었을 뿐이다. 1987년과 1989년 사이의 추정에 따르면 그린란드 동부와 노르웨이에는 10,000에서 11,000마리의 참고래가 있다. 이것은 1976년 추정치인 6,900마리에 비하면 상당한 증가로 여겨지며, 1948년 이후 약간의 감소를 거친 것을 볼 때 의미가 있다. 여름의 영국령 제도-에스파냐-포르투갈에 걸쳐 분포하는 개체의 어림치는 7,500마리이며, 17,000마리 이상으로 추정하기도 한다. 북대서양에 분포하는 개체 수의 총합의 측정치는 다양한데, 40,000마리에서 56,000마리까지 있다.

### 북태평양

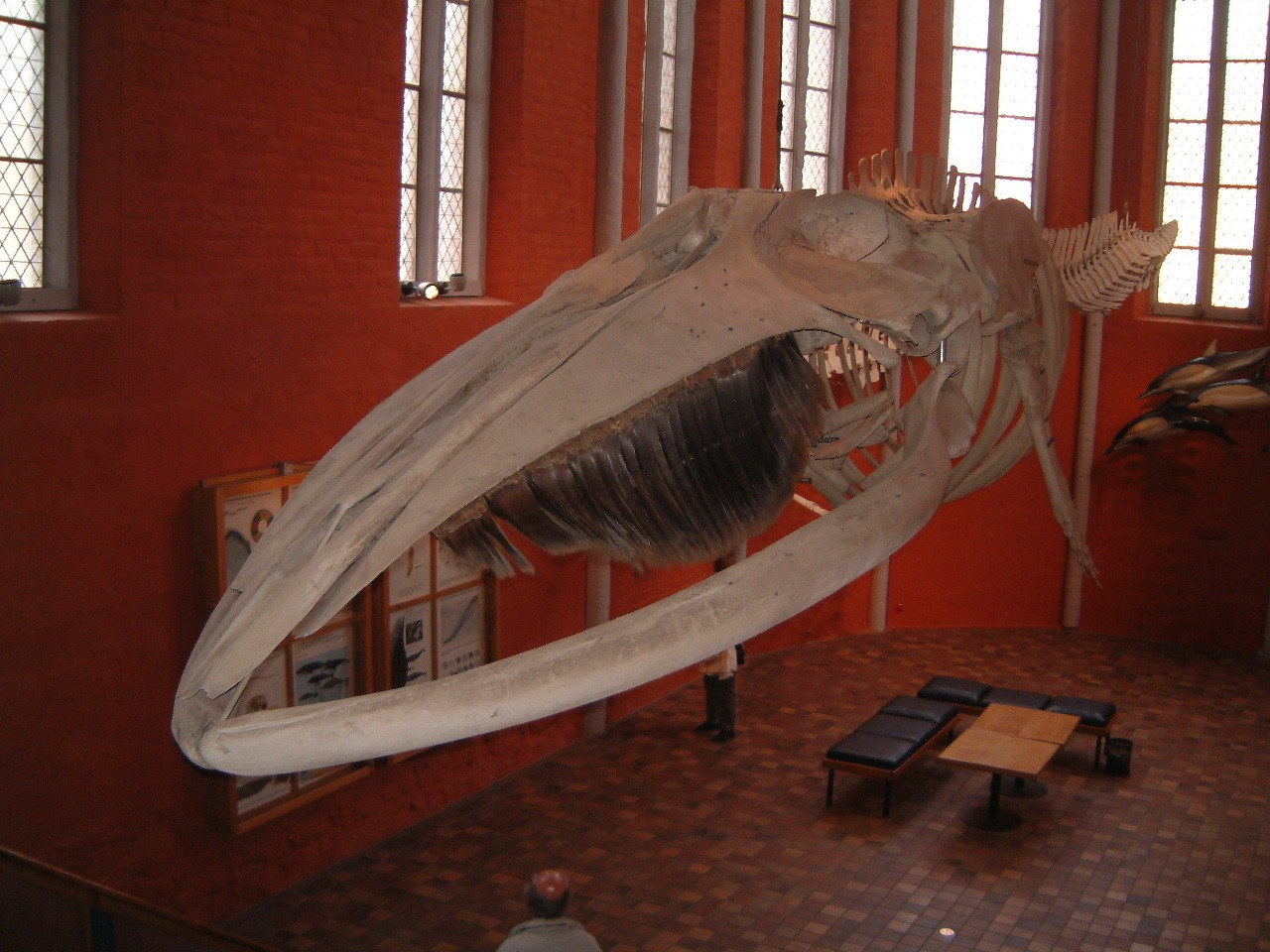
참고래의 외골격

포경 전의 북태평양에는 42,000에서 45,000마리의 참고래가 있었던 것으로 추정되며, 그중에 동부 지역에는 25,000에서 27,000마리가 있었으리라 여겨진다. 1975년에는 추정치가 8,000에서 16,000으로 급감했다. 1991년 및 1993년, 1996년, 2001년에 이루어진 조사에 따르면 캘리포니아에는 1,600에서 3,200마리가 있으며, 오리건에는 280에서 320마리가 있는 것으로 추정된다. 〈2005년 미 태평양 해양포유류 개체 수 평가〉에 따르면 캘리포니아주-오리건주-워싱턴주에 분포하는 참고래의 개체 수는 최소 2,500마리로 추정된다. 베링해 가까이에 있는 프리빌로프 제도에서 이루어진 조사에 따르면 1975~78년과 1987~89년에 지역 개체 수가 급증했다고 한다. 1984년에는 북태평양의 개체 수는 포경 전의 숫자의 38퍼센트 미만에 달하는 것으로 추정되었다.

### 남극 지방
남극 지방에서는 포경 전 개체 수와 현재 개체 수에 대해서 상대적으로 많이 알려진 바가 없다. 국제 포경 위원회는 남반구에 있던 포경 전 개체 수를 40만 마리로 공식적으로 추산했으며, 여전히 대규모로 포경업이 이루어진 1979년에는 85,200마리로 추정했다. 포경 전 추정치와 현재 추정치는 모두 정확하지 못한 수치로 여겨지고 있는데, 부적절한 측정법과 조작된 자료 때문이다. 다른 통계에 따르면 1980년대 후반과 1990년 전반 사이의 개체 수는 5,000마리를 넘지 않으며, 더 낮게 2,000에서 3,000마리일 수도 있다고 추정하였다. 아직까지 과학적으로 입증될 만한 추정치나 경향은 나오지 않고 있다.

## 인간과의 관계
19세기 초에도 그들에 대한 포경업은 진행되었지만 다른 종에 비해서는 비교적 안전했는데, 그 당시 포경법이 원시적이고 그들이 곧잘 도망치고, 죽더라도 빨리 가라앉아 회수가 어려웠기 때문이다. 하지만 19세기 중반에 등장한 증기선, 화약을 폭발시켜 작살을 쏘는 효과적인 포경포(捕鯨砲)는 대왕고래, 보리고래, 참고래 같은 대형 고래를 죽이면서 회수가 용이하였기 때문에 수난이 시작되었다. 남획으로 고래의 숫자가 줄어들면서, 포경업자들은 당시 비교적 풍부한 참고래로 상대를 돌렸다. 주로 지방질, 고래기름, 고래수염을 얻기 위해 포획되었다. 대략 70만 4천 마리가 1904년에서 1975년까지 남극 지방에서 잡혔다. 1925년에 고래를 쉽게 격납할 수 있는 경사진이 포경선에 설치되면서 연간 포획량은 더욱더 증가하였다. 그럼에 따라 1937년 한해에는 무려 28,000마리 이상의 개체가 잡혔다. 1953년부터 1961년까지의 포획량은 연간 평균 25,000마리였다. 1962년부터 참고래의 개체 수가 감소하자 다른 종으로 관심사를 돌리기도 했다. 1974년까지는 연간 포획량이 1,000마리로 줄어들었다. 1976년 국제 포경 위원회는 남반구에서 고래의 포획을 금했다. 북태평양에서는 1947년부터 1987년까지 약 46,000마리가 상업적으로 포획되었다고 보고되었다. 소련이 북반구에서 불법 포경업을 한 사실을 인정한 것을 보면 그보다 많은 수가 잡혔을 것을 의미한다. 북태평양에서는 국제 포경 위원회가 1976년 보호 지침을 내렸으며, 북대서양에는 1987년에 적용되었다. 하지만 원주민들이 소규모로 포경업을 하는 것과 연구 목적의 포획은 허용했다. 전 세계에 분포하는 모든 개체는 미국 수산청을 비롯한 국제 자연보호 연맹, CITES에서 위기종으로 분류하고 있다.
현재 국제 포경 위원회의 지침에 따라 북반구에서 참고래의 포경이 이루어지는 곳은 그린란드이다. 그들의 고기와 제품은 그린란드 역내(域內)에서만 팔리고, 외부로의 수출은 금지되어 있다. 정확한 개체 밀도가 알려져 있지는 않지만, 국제 포경 위원회는 그린란드에서의 연당 포획 분량을 19마리로 정했다. 아이슬란드와 노르웨이는 국제 포경 위원회의 지침에 애초부터 반대했으므로 따르지 않는다. 2006년 10월에 아이슬란드 수산부는 참고래 9마리의 포획을 2007년 8월까지 허용했다. 일본은 자체 계획에 따라 남반구에서 2005~2006년과 2006~2007년에 연간 10마리를 잡았다. 2007~2008년 사이의 계획에 따르면 포획 분량은 연간 50마리로 늘어나지만, 2008년 4월 현재까지는 단 한 마리도 잡히지 않았다.
배와의 충돌도 참고래를 죽일 수 있는 요소이다. 일부 지역에서는 그들과의 충돌이 잦다. 대륙붕 근처에서 빠르고 큰 배와 충돌할 때 고래는 가장 치명적인 상처를 입게 된다.

## 같이 보기
- 범고래
- 쇠정어리고래
- 대고래

### 참고 자료
- National Audubon Society Guide to Marine Mammals of the World, Reeves, Stewart, Clapham and Powell, ISBN 0-375-41141-0
- Whales & Dolphins Guide to the Biology and Behaviour of Cetaceans, Maurizio Wurtz and Nadia Repetto. ISBN 1-84037-043-2
- Encyclopedia of Marine Mammals, editors Perrin, Wursig and Thewissen, ISBN 0-12-551340-2